# Queimada Nova
Queimada Nova is een gemeente in de Braziliaanse deelstaat Piauí. De gemeente telt 9.116 inwoners (schatting 2009).